# Groen Breike
Die Groen Breike ist ein Naturschutzgebiet in den niedersächsischen Gemeinden Südbrookmerland und Ihlow im Landkreis Aurich.

## Allgemeines
Das Naturschutzgebiet mit dem Kennzeichen NSG WE 134 ist circa 54,8 Hektar groß. Es ist vollständig Bestandteil des EU-Vogelschutzgebietes „Ostfriesische Meere“. Das Gebiet steht seit dem 24. Dezember 1982 unter Naturschutz. Zuständige untere Naturschutzbehörde ist der Landkreis Aurich.

## Beschreibung
Das Naturschutzgebiet liegt in einem Niederungsgebiet zwischen Emden und Aurich in einer größtenteils unterhalb des Meeresspiegels liegenden Senke. Das Gebiet wird von Kleinseggensümpfen, Röhrichten und Nass- bzw. Feuchtgrünland geprägt, die sich durch Verlandungsprozesse im Bereich eines ehemaligen Flachwassersees gebildet haben. Ein Teil des ehemaligen Sees wurde durch Wiedervernässungsmaßnahmen wiederhergestellt.
Das Naturschutzgebiet wird von Norden von der Breike durchflossen. Diese mündet im Naturschutzgebiet in das Hiwkeschloot, das das Gebiet von Ost nach West durchfließt und es im Südwesten begrenzt. Teile des Gebietes werden von Röhrichten eingenommen, an die sich Nass- oder Feuchtgrünländer anschließen. Diese werden extensiv genutzt. Stellenweise sind Gehölze eingestreut. Die Gewässer beherbergen unter anderem Weiße Seerose, Gelbe Teichrose, Froschbiss, Froschkraut und Wasserfeder. Im Naturschutzgebiet siedeln unter anderem Zungenhahnenfuß, Fieberklee und Englische Kratzdistel.
Das Naturschutzgebiet ist Lebensraum verschiedener Vogelarten, darunter Entenvögel wie Löffelente, Krickente, Knäkente, Schnatterente, Reiherente und Brandgans, Wasserralle, Tüpfelsumpfhuhn, Haubentaucher, Rohrweihe, Wiesenweihe, Kornweihe, Sumpfohreule, Großer Brachvogel, Rotschenkel, Uferschnepfe, Bekassine, Kiebitz, Flussseeschwalbe, Schilfrohrsänger, Rohrschwirl, Blaukehlchen, Braunkehlchen, Feldlerche und Steinschmätzer. Der Weißstorch nutzt das Gebiet für die Nahrungssuche. Auch die Saatkrähe ist als Nahrungsgast anzutreffen. Das Gebiet ist auch Jagdrevier der Teichfledermaus.
Die Gewässer beherbergen unter anderem Schlammpeitzger und Steinbeißer und sind Lebensraum verschiedener Amphibien, darunter See- und Moorfrosch.
Das Gebiet ist Rastgebiet für Gänse (insbesondere Grau- und Blässgans) und Limikolen.